# Kerfourn
Kerfourn (in bretone: Kerforn) è un comune francese di 840 abitanti situato nel dipartimento del Morbihan nella regione della Bretagna.

## Società

### Evoluzione demografica
Abitanti censiti